# Алехандро Атца
Алехандро Атца (ісп. Alejandro de la Sota Eizaguirre), — баскський футболіст, зачинатель клубу «Атлетик» з Більбао. Був воротарем команди. 
Один з перших футболістів новоствореної баскської команди. Був в числі 33 сосіос (співзасновників) футбольного клубу, в 1901 році, на перших історичних зборах в кафе «García de la Gran Vía».
Алехандро Атца народився поруч Більбаю в його фешенебельному районі — Гечо. Він був із заможної родини, тож здобував освіту в престижних школах Більбао та Англії. Звідти він привіз захоплення спортом, зокрема: велосипедом та грою в шкіряний м'яч. Алехандро був учасником різних спортивних заходів в краю і вважався головним шосейним велогонщиком серед басків. Водночас він ще й, як основний воротар команди «Атлетік», двічі здобував тогочасний головний трофей іспанського футболу — Кубок Короля (Кубок дель Рей).
Закінчивши кар'єру футболіста, Алехандро перейшов працювати у свій клуб. З ним пов'язана курйозна історія клубу. В 20-х рока, коли кредитори напосілися на клуб, деякі з них намагалися забрати колекцію трофеїв та інший реманент команди. Зпереживавшись за це, Алехандро забіг до офісу та забрав до себе головний кубковий трофей, здобутий командою. Він його переховав в себе вдома так, що кредитори не знайшли. Лише по смерті Алехандро, родині заледве вдалося віднайти той трофей, який тепер зберігається в залі слави команди.